# Atletismo nos Jogos Olímpicos de Verão de 2012 - 50 km marcha atlética masculina
A competição dos 50 km de marcha atlética masculina nos Jogos Olímpicos de Verão de 2012 aconteceu no dia 11 de agosto no percurso iniciado e finalizado no The Mall.
Representante da Rússia, Sergey Kirdyapkin conquistou a medalha de ouro com o tempo de 3h35m59s, estabelecendo um novo recorde olímpico. Porém, em 24 de março de 2016, o Tribunal Arbitral do Esporte anulou todos os seus resultados entre agosto de 2009 e outubro de 2012 devido a violações da Agência Antidoping Russa (RUSADA). Jared Tallent, da Austrália, foi elevado a primeira colocação e tornou-se o novo campeão olímpico, assim como Si Tianfeng, da China, e Robert Heffernan, Irlanda, que receberam as medalhas de prata e bronze, respectivamente.

## Calendário
Horário local (UTC+1).
| Data         | Horário | Fase  |
| ------------ | ------- | ----- |
| 11 de agosto | 09:00   | Final |

## Medalhistas
| Ouro   | AUS Jared Tallent    |
| Prata  | CHN Si Tianfeng      |
| Bronze | IRL Robert Heffernan |

## Recordes
Antes desta competição, os recordes mundiais e olímpicos da prova eram os seguintes:
| Tipo | Atleta             | Tempo   | Local      | Data                 |
| ---- | ------------------ | ------- | ---------- | -------------------- |
|      | Denis Nizhegorodov | 3:34:14 | Cheboksary | 11 de maio de 2008   |
|      | Alex Schwazer      | 3:37:09 | Pequim     | 22 de agosto de 2008 |

O seguinte recorde olímpico foi estabelecido durante esta competição, mas foi posteriormente anulado devido a desclassificação de Kirdyapkin. A marca seguinte de Tallent passou então a ser considerada:
| Data         | Evento | Atleta                | Tempo   | Notas            |
| ------------ | ------ | --------------------- | ------- | ---------------- |
| 11 de agosto | Final  | RUS Sergey Kirdyapkin | 3:35:59 | DSQ              |
| 11 de agosto | Final  | AUS Jared Tallent     | 3:36:53 | Recorde olímpico |

## Final
| Pos.              | Nome                  | CON                | Tempo   | Notas                |
| ----------------- | --------------------- | ------------------ | ------- | -------------------- |
| Medalha de ouro   | Jared Tallent         | AUS Austrália      | 3:36:53 | ,                    |
| Medalha de prata  | Si Tianfeng           | CHN China          | 3:37:16 | Recorde pessoal      |
| Medalha de bronze | Robert Heffernan      | IRL Irlanda        | 3:37:54 | Recorde nacional     |
| 4                 | Li Jianbo             | CHN China          | 3:39:01 | Recorde pessoal      |
| 5                 | Matej Tóth            | SVK Eslováquia     | 3:41:24 |                      |
| 6                 | Łukasz Nowak          | POL Polônia        | 3:42:47 | Recorde pessoal      |
| 7                 | Kōichirō Morioka      | JPN Japão          | 3:43:14 | Recorde pessoal      |
| 8                 | André Höhne           | GER Alemanha       | 3:44:26 | Recorde da temporada |
| 9                 | Bertrand Moulinet     | FRA França         | 3:45:35 | Recorde pessoal      |
| 10                | Park Chil-Sung        | KOR Coreia do Sul  | 3:45:55 | Recorde nacional     |
| 11                | Ivan Trotski          | BLR Bielorrússia   | 3:46:09 | Recorde pessoal      |
| 12                | Jarkko Kinnunen       | FIN Finlândia      | 3:46:25 | Recorde pessoal      |
| 13                | Horacio Nava          | MEX México         | 3:46:59 | Recorde da temporada |
| 14                | Marco De Luca         | ITA Itália         | 3:47:19 | Recorde da temporada |
| 15                | Rafał Sikora          | POL Polônia        | 3:47:47 |                      |
| 16                | Ihor Hlavan           | UKR Ucrânia        | 3:48:07 | Recorde pessoal      |
| 17                | Jesús Ángel García    | ESP Espanha        | 3:48:32 |                      |
| 18                | Trond Nymark          | NOR Noruega        | 3:48:37 | Recorde da temporada |
| 19                | Nathan Deakes         | AUS Austrália      | 3:48:45 |                      |
| 20                | Omar Zepeda           | MEX México         | 3:49:14 |                      |
| 21                | Christopher Linke     | GER Alemanha       | 3:49:19 |                      |
| 22                | Alexandros Papamihail | GRE Grécia         | 3:49:56 | Recorde nacional     |
| 23                | Luke Adams            | AUS Austrália      | 3:53:41 |                      |
| 24                | Emerson Hernández     | ESA El Salvador    | 3:53:57 | Recorde nacional     |
| 25                | José Leyver           | MEX México         | 3:55:00 |                      |
| 26                | Brendan Boyce         | IRL Irlanda        | 3:55:01 | Recorde pessoal      |
| 27                | Quentin Rew           | NZL Nova Zelândia  | 3:55:03 | Recorde pessoal      |
| 28                | Cedric Houssaye       | FRA França         | 3:55:16 |                      |
| 29                | Marc Mundell          | RSA África do Sul  | 3:55:32 | Recorde africano     |
| 30                | Fredy Hernández       | COL Colômbia       | 3:56:00 | Recorde pessoal      |
| 31                | Yim Jung-Hyun         | KOR Coreia do Sul  | 3:56:34 | Recorde da temporada |
| 32                | Serhiy Budza          | UKR Ucrânia        | 3:56:35 |                      |
| 33                | Basanta Bahadur Rana  | IND Índia          | 3:56:48 | Recorde nacional     |
| 34                | Zhao Jianguo          | CHN China          | 3:56:59 |                      |
| 35                | Kim Dong-Young        | KOR Coreia do Sul  | 3:57:33 |                      |
| 36                | Marius Cocioran       | ROU Romênia        | 3:57:52 | Recorde pessoal      |
| 37                | Pedro Isidro          | POR Portugal       | 3:58:59 |                      |
| 38                | Antti Kempas          | FIN Finlândia      | 4:01:50 |                      |
| 39                | Mikel Odriozola       | ESP Espanha        | 4:02:48 | Recorde da temporada |
| 40                | John Nunn             | USA Estados Unidos | 4:03:28 | Recorde pessoal      |
| 41                | Maciej Rosiewicz      | GEO Geórgia        | 4:05:20 | Recorde da temporada |
| 42                | Igors Kazakevičs      | LAT Letônia        | 4:06:47 |                      |
| 43                | Tadas Šuškevičius     | LTU Lituânia       | 4:08:16 |                      |
| 44                | Xavier Moreno         | ECU Equador        | 4:09:23 |                      |
| 45                | Miloš Bátovský        | SVK Eslováquia     | 4:09:32 |                      |
| 46                | Vitaliy Anichkin      | KAZ Cazaquistão    | 4:14:09 |                      |
| 47                | Benjamin Sánchez      | ESP Espanha        | 4:14:40 |                      |
| 48                | Dominic King          | GBR Grã-Bretanha   | 4:15:05 |                      |
| —                 | Rafał Fedaczyński     | POL Polônia        | —       | DNF                  |
| —                 | Nenad Filipović       | SRB Sérvia         | —       | DNF                  |
| —                 | Takayuki Tami         | JPN Japão          | —       | DNF                  |
| —                 | João Vieira           | POR Portugal       | —       | DNF                  |
| —                 | Edward Araya          | CHI Chile          | —       | DSQ                  |
| —                 | Erick Barrondo        | GUA Guatemala      | —       | DSQ                  |
| —                 | Andrés Chocho         | ECU Equador        | —       | DSQ                  |
| —                 | Yohann Diniz          | FRA França         | —       | DSQ                  |
| —                 | Colin Griffin         | IRL Irlanda        | —       | DSQ                  |
| —                 | Oleksiy Kazanin       | UKR Ucrânia        | —       | DSQ                  |
| —                 | Jaime Quiyuch         | GUA Guatemala      | —       | DSQ                  |
| —                 | Yuki Yamazaki         | JPN Japão          | —       | DSQ                  |
| —                 | Sergey Kirdyapkin     | RUS Rússia         | 3:35:59 | DSQ                  |
| —                 | Igor Yerokhin         | RUS Rússia         | 3:37:54 | DSQ                  |
| —                 | Sergey Bakulin        | RUS Rússia         | 3:38:55 | DSQ                  |

Legenda
| Recorde mundial      | Recorde mundial (World record)               |                       | Recorde africano                      | Recorde africano (African) |                                           | Q | Classificado por posição (Qualified) |
| Recorde olímpico     | Recorde olímpico (Olympic record)            | Recorde da América    | Recorde da América (Americas)         | q                          | Classificado por melhor tempo (Qualified) |   |                                      |
| Melhor marca do ano  | Melhor marca do ano (World leading)          | Recorde asiático      | Recorde asiático (Asian)              | DNS                        | Não largou (Did not start)                |   |                                      |
| Recorde nacional     | Recorde nacional (National record)           | Recorde europeu       | Recorde europeu (European)            | DNF                        | Não terminou (Did not finish)             |   |                                      |
| Recorde pessoal      | Recorde pessoal do atleta (Personal best)    | Recorde da Oceania    | Recorde da Oceania (Oceania)          | DSQ / DQ                   | Desclassificado (Disqualified)            |   |                                      |
| Recorde da temporada | Recorde da temporada do atleta (Season best) | Recorde sul-americano | Recorde sul-americano (South America) | NM                         | Sem marca (No mark)                       |   |                                      |